# Leptocentrus obortus
Leptocentrus obortus är en insektsart som beskrevs av William Lucas Distant. Leptocentrus obortus ingår i släktet Leptocentrus och familjen hornstritar. Inga underarter finns listade i Catalogue of Life.